# Rudolph la renna dal naso rosso
Rudolph la renna dal naso rosso (Rudolph the Red-Nosed Reindeer) è un personaggio immaginario  creato da Robert L. May, apparso per la prima volta nel 1939 in un libretto pubblicato dalla Montgomery Ward. Rudolph è una renna che utilizza il suo naso rosso e luminoso per illuminare e rendere visibile il sentiero, spesso offuscato dalle tempeste di neve, alle renne trainanti la slitta di Babbo Natale durante la consegna dei regali. È conosciuta anche come "la nona renna di Babbo Natale", diventando uno dei personaggi più popolari del folclore natalizio.
Nel 1948, negli USA, venne prodotto un cortometraggio sulla storia di Rudolph. A seguito del successo riscosso dal metraggio, il personaggio comparve in una serie di fumetti mai editi in Italia.
Nel 1949, 10 anni dopo la creazione del personaggio, il compositore americano Johnny Marks scrisse Rudolph the Red-Nosed Reindeer, diventata col passare degli anni una delle canzoni natalizie più famose.

## Storia
La storia narra le vicende di Rudolph, una giovane renna del Polo nord che, diversamente dagli altri animali della sua specie, possedeva un insolito naso rosso e luminoso; a causa di questa sua strana caratteristica, il piccolo Rudolph era deriso ed emarginato dalle altre renne. Una sera di una Vigilia di Natale, Babbo Natale era preoccupato a causa di una nebbia fittissima che impediva la vista delle sue renne; quando notò il naso luminoso di Rudolph, chiese alla piccola renna se fosse stata disposta ad illuminare il sentiero per rendere possibile la consegna dei regali. Rudolph accettò l'incarico e, da quella notte, venne premiato entrando a far parte della squadra principale delle renne di Babbo Natale.